# Hyde Parker (1714-1782)
Pour les articles homonymes, voir Parker et Hyde Parker.
Sir Hyde Parker (1er février 1714 - 1782), 5e baronnet, est un officier de marine britannique du XVIIIe siècle. Il sert dans la Royal Navy et parvient au grade de Vice-Admiral.

## Biographie
Parker naît le 25 février 1714 à Tredington, Gloucestershire. Son père, un pasteur, est le fils de Sir Henry Parker. Son grand-père maternel avait épousé l'une des filles d'Alexander Hyde, évêque de Salisbury. Il commence sa carrière dans la marine marchande. Il entre dans la Royal Navy à l'âge de 24 ans, et est promu au grade de lieutenant en 1744, et en 1748, à celui de post-captain (équivalent de capitaine de frégate, dans la Marine royale française).

### Guerre de Sept Ans
À la fin de la guerre de Sept Ans, il sert dans les Indes orientales, participant à la capture de Pondichéry en 1761 et à celle de Manille en 1762. La même année, Parker et deux vaisseaux capturent un galion espagnol chargé d'argent, effectuant le trajet entre Acapulco et Manille.

### Guerre d'indépendance des États-Unis
En 1778, il est promu au grade de Rear-Admiral et se rend dans les eaux nord-américaines, avec le poste de commandant en second de la flotte. Il commande un temps, avant l'arrivée de George Rodney, la station des îles Leeward, et conduit une expédition contre les Français en Martinique.
En 1781, il rentre en Angleterre et est promu Vice-Admiral, il rencontre une flotte hollandaise de taille comparable à la sienne, bien que mieux équipée, près de Dogger Bank le 5 août 1781. Après un combat acharné, au cours duquel aucune des deux flottes ne parvient à prendre l'avantage, les combattants se séparent. Parker considérant qu'il ne disposait pas de forces suffisantes, et insiste pour se démettre de son commandement.
En 1782, il accepte le commandement de l'East Indies Station, bien qu'il vienne juste d'hériter de la baronnie familiale. En chemin, son vaisseau amiral le HMS Cato disparaît corps et biens.
Son fils ainé Harry, lui succède comme sixième baronnet. Son second fils est l'amiral Sir Hyde Parker (1739-1807).